# Гордон-Левитт, Джозеф
Джо́зеф Ле́онард Го́рдон-Ле́витт (англ. Joseph Leonard Gordon-Levitt; род. 17 февраля 1981 года, Лос-Анджелес, США) — американский актёр и кинорежиссёр, двукратный номинант на премию «Золотой глобус» (2010, 2012). Наиболее заметные фильмы с его участием: «Начало», «Тёмный рыцарь: Возрождение легенды», «Бросок кобры», «Петля времени», «Линкольн», «Сноуден», «Жизнь прекрасна», «Обман», «500 дней лета», «Третья планета от Солнца», «10 причин моей ненависти», «Прогулка», «Кирпич», «Город грехов 2: Женщина, ради которой стоит убивать».

## Биография
Джозеф Гордон-Левитт родился 17 февраля 1981 года в Лос-Анджелесе (Калифорния, США) в еврейской семье, в которой не придерживались строгих религиозных традиций. Его отец, Деннис Левитт, работал на радиостанции Pacifica Radio, а мать, Джейн Гордон, была редактором программы телепередач на той же самой радиостанции. У Джо был старший брат Дэниэл, который скончался в 2010 году.
Джозеф начал актёрскую карьеру в раннем возрасте: в 1988 году он дебютировал в телефильме «Ни шагу назад». Первая роль в полнометражном кино пришлась на 1992 год, Джозеф появился на несколько секунд в фильме «Бетховен». Далее он сыграл у Роберта Редфорда в фильме «Там, где течёт река» (другое название — «И катит воды река»), а с 1996 года он играл в популярном телевизионном сериале «Третья планета от Солнца», за который получил две премии от влиятельного голливудского издания The Hollywood Reporter и премию Гильдии киноактёров США. Кроме того, Джозеф сыграл одну из ведущих ролей в успешной комедии «10 причин моей ненависти», квази-шекспировском современном молодёжном фильме, где вместе с ним на экране появились Хит Леджер и Джулия Стайлз.
В 2001 году, после окончания актёром Колумбийского университета и снятия с эфира сериала «Третья планета от Солнца», Джозеф Гордон-Левитт практически полностью перешёл к съёмкам у независимых режиссёров. В 2005 году актёр получил широкое признание публики и позитивные отзывы критиков во всём мире за свою роль уличного хастлера в фильме культового режиссёра Грегга Араки «Загадочная кожа». А чуть позже на экраны в ограниченный прокат вышел фильм Райана Джонсона «Кирпич» — снятый в жанре неонуар университетский детектив, в котором Джозеф сыграл студента, расследующего загадочную гибель своей бывшей подружки.
Осенью 2006 года актёр был занят на съёмках фильма режиссёра Кимберли Пирс «Война по принуждению». Кроме того, Джозефа можно увидеть в роли наёмного убийцы в триллере «Киллер» с участием Дайан Лейн и Микки Рурка.
В 2009 году Джозеф снялся в главной роли в романтической комедии «500 дней лета» совместно с Зоуи Дешанель. Гордон-Левитт сыграл влюбленного романтика Томаса Хэнсона, за что был номинирован на премии «Независимый дух» и Detroit Film Critics Society Awards.
В 2010 году вышел в прокат фильм с участием Гордона-Левитта «Начало» с Леонардо Ди Каприо в главной роли и «Хэшер» с Натали Портман.
В 2011 году в фильме «Жизнь прекрасна» Джозеф сыграл молодого человека по имени Адам, который узнает, что он болен раком.
2012 год был богат на премьеры с участием Джо. Летом увидела свет заключительная часть трилогии о Бэтмене «Тёмный рыцарь: Возрождение легенды». Гордон-Левитт вновь поработал с Кристофером Ноланом и сыграл офицера, а позже детектива Джона Блэйка. В августе вышел фильм «Срочная доставка», Джо сыграл главную роль. В сентябре состоялась премьера фильма режиссёра Райана Джонса «Петля времени». Роль главного героя была специально написана для Джозефа. В ноябре в широкий прокат вышел фильм «Линкольн» где он сыграл сына 16-го президента США.
В январе 2013 года на кинофестивале «Сандэнс» состоялась премьера комедийного фильма «Страсти Дон Жуана», в котором Джозеф Гордон-Левитт является режиссёром, сценаристом, а также исполнителем главной роли. В фильме также снимались Скарлетт Йоханссон и Джулианна Мур. В России в широкий кинопрокат фильм вышел в сентябре 2013 года.
В 2014 году вышла кинолента «Город грехов 2: Женщина, ради которой стоит убивать».
22 сентября 2014 года Русская служба Би-би-си сообщила со ссылкой на американские СМИ о том, что Джозеф Гордон-Левитт сыграет роль экс-сотрудника ЦРУ Эдварда Сноудена в фильме американского кинорежиссёра Оливера Стоуна. Оливер Стоун приобрёл права на экранизацию книг адвоката Анатолия Кучерены «Время спрута» и журналиста газеты «Гардиан» Люка Хардинга «Файлы Сноудена: История самого разыскиваемого человека в мире» для работы над сценарием своего фильма, пока не имеющего названия. 10 ноября 2014 года режиссёр Оливер Стоун в своём интервью ведущему Первого канала Владимиру Познеру на вопрос о том, будет ли он снимать этот фильм в России, ответил: 

«Я не планирую снимать его здесь, в России. Я уже год работаю над фильмом об Эдварде Сноудене, но мы снимали его в Европе и частично в США. Это — художественный фильм. В главной роли — прекрасный молодой актёр Джозеф Гордон-Левитт, очень талантливый.»

## Личная жизнь
20 декабря 2014 года Гордон-Левитт женился на Таше МакКоли. У пары есть двое сыновей.

## Фильмография

### Актёр
| Год       |     | Русское название                                           | Оригинальное название                                    | Роль                                   |
| --------- | --- | ---------------------------------------------------------- | -------------------------------------------------------- | -------------------------------------- |
| 1988      | тф  | Ни шагу назад                                              | Stranger on My Land                                      | Раундер                                |
| 1989      | с   | Семейные узы                                               | Family Ties                                              | Дуги                                   |
| 1989      | тф  | Счёты                                                      | Settle the Score                                         | Джастин                                |
| 1990      | с   | Она написала убийство                                      | Murder, She Wrote                                        | мальчик #1                             |
| 1991      | с   | Мрачные тени                                               | Dark Shadows                                             | Дэвид Коллинз                          |
| 1991      | тф  | Перемены                                                   | Changes                                                  | Мэтт Халлам                            |
| 1991      | тф  | Привет, дорогая, я мёртв                                   | Hi Honey — I’m Dead                                      | Джош Стэдлер                           |
| 1991      | тф  | Плимут                                                     | Plymouth                                                 | Саймон                                 |
| 1991      | с   | Чайна-Бич                                                  | China Beach                                              | Арчи Уинслоу в 9 лет                   |
| 1991      | с   | Квантовый скачок                                           | Quantum Leap                                             | Кайл                                   |
| 1991      | с   | Закон Лос-Анджелеса                                        | L.A. Law                                                 | Рик Берг                               |
| 1992      | ф   | Бетховен                                                   | Beethoven                                                | студент #1                             |
| 1992      | ф   | Там, где течёт река                                        | A River Runs Through It                                  | Молодой Норман                         |
| 1993      | с   | Доктор Куин, женщина-врач                                  | Dr. Quinn, Medicine Woman                                | Зак Лоусон                             |
| 1993      | кор | Партнёры                                                   | Partners                                                 | имя персонажа неизвестно               |
| 1992—1993 | с   | Власть имущие                                              | The Powers That Be                                       | Пирс Ван Хорн                          |
| 1993      | тф  | Меняя родителей                                            | Gregory K                                                | Грегори Кингсли                        |
| 1994      | ф   | Цветок у дороги                                            | The Road Killers                                         | Рич                                    |
| 1994      | ф   | Святые узы брака                                           | Holy Matrimony                                           | Изекиль                                |
| 1994      | ф   | Ангелы у кромки поля                                       | Angels in the Outfield                                   | Роджер Бомман                          |
| 1993—1995 | с   | Розанна                                                    | Roseanne                                                 | Джордж                                 |
| 1995      | тф  | Великий побег слонов                                       | The Great Elephant Escape                                | Мэттью                                 |
| 1996      | ф   | Присяжная                                                  | The Juror                                                | Оливер Лэрд                            |
| 1998      | ф   | Милая Джейн                                                | Sweet Jane                                               | Тони                                   |
| 1998      | ф   | Хэллоуин: 20 лет спустя                                    | Halloween H20: 20 Years Later                            | Джимми Хауэлл                          |
| 1998      | с   | Шоу 70-х                                                   | That '70s Show                                           | Бадди Морган                           |
| 1999      | ф   | 10 причин моей ненависти                                   | 10 Things I Hate About You                               | Кэмерон Джеймс                         |
| 2000      | ф   | По кусочкам                                                | Picking Up the Pieces                                    | Флако                                  |
| 2000      | ф   | Попутчики                                                  | Forever Lulu                                             | Мартин Эллсворт                        |
| 2000      | с   | За гранью возможного                                       | The Outer Limits                                         | Зак                                    |
| 2001      | ф   | Маниакальный                                               | Manic                                                    | Лайл                                   |
| 1996—2001 | с   | Третья планета от Солнца                                   | 3rd Rock from the Sun                                    | Томми Соломон                          |
| 2002      | мф  | Планета сокровищ                                           | Treasure Planet                                          | Джим Хоукинс                           |
| 2003      | ф   | Последние дни                                              | Latter Days                                              | старший Пол Райдер                     |
| 2004      | ф   | Загадочная кожа                                            | Mysterious Skin                                          | Нил МакКормик                          |
| 2005      | с   | 4исла                                                      | Numb3rs                                                  | Скотт Рейнольдс                        |
| 2005      | ф   | Крэйзи                                                     | Havoc                                                    | Сэм                                    |
| 2005      | ф   | Кирпич                                                     | Brick                                                    | Брендан                                |
| 2005      | ф   | Война теней                                                | Shadowboxer                                              | доктор Дон                             |
| 2007      | ф   | Обман                                                      | The Lookout                                              | Крис Прэтт                             |
| 2008      | ф   | Война по принуждению                                       | Stop-Loss                                                | Томми Бёрджесс                         |
| 2008      | ф   | Чудо святой Анны                                           | Miracle at St. Anna                                      | Тим Бойл                               |
| 2008      | ф   | Братья Блум                                                | The Brothers Bloom                                       | владелец бара                          |
| 2008      | ф   | Киллер                                                     | Killshot                                                 | Ричи Никс                              |
| 2009      | кор | Большой разрыв                                             | Big Breaks                                               | Тодд Стерлинг                          |
| 2009      | ф   | 500 дней лета                                              | (500) Days of Summer                                     | Том Хэнсен                             |
| 2009      | ф   | Принцип неопределённости                                   | Uncertainty                                              | Бобби                                  |
| 2009      | ф   | Женщины в беде                                             | Women in Trouble                                         | Берт Родригес                          |
| 2009      | ки  | G.I. Joe: The Rise of Cobra                                | G.I. Joe: The Rise of Cobra                              | Рекс Льюис                             |
| 2009      | ф   | Бросок кобры                                               | G.I. Joe: The Rise of Cobra                              | Рекс Льюис / Командующий               |
| 2010      | мф  | Свидание Моргана М. Моргансена с судьбой                   | Morgan M. Morgansen’s Date with Destiny                  | Морган М. Моргансен / короткометражный |
| 2010      | ф   | Электра Люкс                                               | Elektra Luxx                                             | Берт Родригес                          |
| 2010      | мф  | Одиннадцатое свидание Моргана и Дэстини: Зоопарк Цеппелина | Morgan and Destiny’s Eleventeenth Date: The Zeppelin Zoo | Морган М. Моргансен / короткометражный |
| 2010      | ф   | Начало                                                     | Inception                                                | Артур                                  |
| 2010      | ф   | Хэшер                                                      | Hesher                                                   | Хэшер                                  |
| 2011      | ф   | Жизнь прекрасна                                            | 50/50                                                    | Адам                                   |
| 2012      | ф   | Тёмный рыцарь: Возрождение легенды                         | The Dark Knight Rises                                    | детектив Джон Блэйк                    |
| 2012      | ф   | Срочная доставка                                           | Premium Rush                                             | Уайли                                  |
| 2012      | ф   | Петля времени                                              | Looper                                                   | Джо                                    |
| 2012      | ф   | Линкольн                                                   | Lincoln                                                  | Роберт Тодд Линкольн                   |
| 2013      | ф   | Страсти Дон Жуана                                          | Don Jon’s Addiction                                      | Дон Жуан                               |
| 2014      | ф   | Город грехов 2: Женщина, ради которой стоит убивать        | Sin City: A Dame to Kill For                             | Джонни                                 |
| 2014      | ф   | Интервью                                                   | The Interview                                            | играет себя                            |
| 2015      | ф   | Прогулка                                                   | The Walk                                                 | Филипп Пети                            |
| 2015      | ф   | Рождество                                                  | The Night Before                                         | Итан Миллер                            |
| 2016      | ф   | Сноуден                                                    | Snowden                                                  | Эдвард Сноуден                         |
| 2019      | ф   | Достать ножи                                               | Knives out                                               | детектив Хардрок                       |
| 2019      | ф   | 7500                                                       | 7500                                                     | Тобиас Эллис                           |
| 2020      | ф   | Проект «Сила»                                              | Project Power                                            | Фрэнк                                  |
| 2020      | ф   | Суд над чикагской семёркой                                 | The Trial of the Chicago 7                               | Ричард Шульц                           |
| 2021      | с   | Мистер Кормен                                              | Mr. Corman                                               | Джош Корман                            |
| 2022      | ф   | Пиноккио                                                   | Pinocchio                                                | сверчок Джимини                        |
| 2022      | ф   | Достать ножи: Стеклянная луковица                          | Glass Onion: A Knives Out Mystery                        | настенные часы                         |
| 2023      | ф   | Флора и сын                                                | Flora and Son                                            | Джефф                                  |
| 2023      | с   | Покерфейс                                                  | Poker Face                                               | Трей Нельсон                           |
| 2024      | ф   | Полицейский из Беверли-Хиллз: Аксель Фоули                 | Beverly Hills: Axel Foley                                | детектив Бобби Эббот                   |
| 2024      | ф   | Ненасытные люди                                            | Greedy People                                            | офицер Терри Броган                    |
| 2024      | ф   | Убийственная жара                                          | Killer Heat                                              | Ник Бэли                               |

### Режиссёр
| Год  | Русское название                                           | Оригинальное название                                    |
| ---- | ---------------------------------------------------------- | -------------------------------------------------------- |
| 2009 | Искры                                                      | Sparks                                                   |
| 2010 | -                                                          | Morgan M. Morgansen’s Date with Destiny                  |
| 2010 | Одиннадцатое свидание Моргана и Дэстини: Зоопарк Цеппелина | Morgan and Destiny’s Eleventeenth Date: The Zeppelin Zoo |
| 2013 | Страсти Дон Жуана                                          | Don Jon’s Addiction                                      |
| 2021 | Мистер Кормен                                              | Mr. Corman                                               |

### Продюсер
| Год  | Русское название | Оригинальное название |
| ---- | ---------------- | --------------------- |
| 2009 | Искры            | Sparks                |

### Композитор
| Год  | Русское название | Оригинальное название |
| ---- | ---------------- | --------------------- |
| 2009 | Искры            | Sparks                |